# Кълман (окръг, Алабама)
Окръг Кълман (на английски: Cullman County) е окръг в щата Алабама, Съединени американски щати. Площта му е 1955 km², а населението – 87 866 души (1 април 2020). Административен център е град Кълман.